# Crotelles
Crotelles és un municipi francès situat al departament de l'Indre i Loira, a la regió de Centre – Vall del Loira. L'any 2007 tenia 619 habitants.

## Demografia

### Població
El 2007, la població de fet de Crotelles era de 619 persones. Hi havia 221 famílies, de les quals 30 eren unipersonals (13 homes i 17 dones que vivien sols), 85 parelles sense fills, 102 parelles amb fills i 4 famílies monoparentals amb fills.
La població ha evolucionat segons el següent gràfic:
Habitants censats

### Habitatges
El 2007 hi havia 249 habitatges. 226 eren l'habitatge principal de la família, 13 eren segones residències i 10 estaven desocupats. 243 eren cases i 3 eren apartaments. Dels 226 habitatges principals, 182 estaven ocupats pels propietaris, 42 estaven llogats i ocupats pels llogaters i 2 estaven cedits a títol gratuït; 1 tenia una cambra, 11 en tenien dues, 30 en tenien tres, 65 en tenien quatre i 121 en tenien cinc o més. 186 habitatges disposaven pel cap baix d'una plaça de pàrquing. A 71 habitatges hi havia un automòbil i a 145 n'hi havia dos o més.

### Piràmide de població
La piràmide de població per edats i sexe el 2009 era:
| Homes | Edats   | Dones |
| ----- | ------- | ----- |
| 0     | 95 o +  | 0     |
| 0     | 90 a 94 | 0     |
| 0     | 85 a 89 | 4     |
| 0     | 80 a 84 | 8     |
| 4     | 75 a 79 | 4     |
| 4     | 70 a 74 | 16    |
| 32    | 65 a 69 | 0     |
| 0     | 60 a 64 | 20    |
| 4     | 55 a 59 | 8     |
| 20    | 50 a 54 | 8     |
| 20    | 45 a 49 | 20    |
| 32    | 40 a 44 | 44    |
| 24    | 35 a 39 | 16    |
| 4     | 30 a 34 | 24    |
| 12    | 25 a 29 | 8     |
| 28    | 20 a 24 | 12    |
| 20    | 15 a 19 | 24    |
| 20    | 10 a 14 | 32    |
| 16    | 5 a 9   | 20    |
| 12    | 0 a 4   | 16    |

## Economia
El 2007, la població en edat de treballar era de 405 persones, 326 estaven actives i 79 inactives. De les 326 persones actives, 303 estaven ocupades (152 homes i 151 dones) i 23 estaven aturades (11 homes i 12 dones). De les 79 persones inactives, 31 estaven jubilades, 32 estudiaven i 16 estaven classificades com a «altres inactius».

### Ingressos
El 2009, a Crotelles hi havia 234 unitats fiscals, que integraven 652,5 persones. La mediana anual d'ingressos fiscals per persona era de 18.794 €.

### Activitats econòmiques
Dels 17 establiments que hi havia el 2007, 1 era d'una empresa extractiva, 1 d'una empresa de fabricació d'altres productes industrials, 3 d'empreses de construcció, 7 d'empreses de comerç i reparació d'automòbils, 2 d'empreses de transport, 1 d'una empresa financera i 2 d'empreses de serveis.
Dels 3 establiments de servei als particulars que hi havia el 2009, 1 era un taller de reparació d'automòbils i de material agrícola i 2 electricistes.
Dels 2 establiments comercials que hi havia el 2009, 1 era una botiga de menys de 120 m² i 1 una botiga de roba.
L'any 2000, a Crotelles hi havia 15 explotacions agrícoles, que ocupaven un total de 1.144 hectàrees.

## Equipaments sanitaris i escolars
El 2009 hi havia una escola elemental.

## Poblacions més properes
El següent diagrama mostra les poblacions més properes.